# Vivier de Montfort
Vivier de Montfort est un cheval de course, de race trotteur français, né en 1987 et mort en 2016. Il fit une brève mais remarquable carrière au début des années 1990, notamment en 1992 où, à l'âge de 5 ans, il devança ses ainés dans le Prix de Paris puis dans le Prix René Ballière.

## Carrière de course
La carrière de Vivier de Montfort sur les pistes fut brève, puisqu'une blessure l'obligea à la stopper à la fin de l'année 1992. Il n'avait alors que 5 ans et pouvait prétendre régner sur le trot français, aussi bien à l'attelé qu'au monté. Il avait débuté assez tard, à l'été de ses 3 ans, se montrant assez difficile à l'attelé. Mis sous la selle, il gravit assez vite les échelons puisqu'il remporte un premier semi-classique à l'orée de ses 4 ans, le Prix Louis Le Bourg. Couronné dans le Prix du Président de la République au printemps, il aligne les victoires et se frotte à ses aînés une première fois dans un Prix de Cornulier où il termine deuxième de Voici du Niel dans un temps record à l'époque, 1'16"8. Grâce à cette performance remarquable pour un cinq ans, il montre qu'il peut aussi rivaliser avec les meilleurs chevaux attelés en s'adjugeant le Prix de Paris un mois plus tard, devant Uno Atout et Ultra Ducal. Il le prouve encore en juin en gagnant le Prix René Ballière, puis retrouve ses contemporains pour une victoire dans le Critérium des 5 ans tout en continuant à alterner avec bonheur trot attelé et trot monté. Prétendant à la victoire dans le Prix d'Amérique 1993 aussi bien que dans le Prix de Cornulier, il se blesse au cours du meeting d'hiver et ne pourra confirmer tous les espoirs placés en lui.
Il est enregistré mort sur le stud-book en septembre 2016.

## Palmarès

### Attelé
- Prix de Paris (Gr.1, 1992)
- Prix René Ballière (Gr.1, 1992)
- Critérium des 5 ans (Gr.1, 1992)

### Monté
- Prix du Président de la République (Gr.1, 1991)
- Prix des Centaures (Gr.1, 1992)
- Prix des Élites (Gr.1, 1992)
- Prix Louis Le Bourg (Gr.2, 1991)
- Prix Olry-Roederer (Gr.2, 1991)
- Prix Philippe du Rozier (Gr.2, 1991)
- Prix Émile Riotteau (Gr.2, 1992)
- Prix Jean Gauvreau (Gr.2, 1992)
- Prix Victor Cavey (Gr.2, 1992)
- 2e Prix de Cornulier (Gr.1, 1992)
- 2e Prix de Normandie (Gr.1, 1992)
- 2e Prix Paul Buquet (Gr.2, 1992)

## Au haras
Devenu étalon, Vivier de Montfort donnera plusieurs chevaux de valeur, parmi lesquels Paris Haufor 1'11, lauréat du Critérium des 5 ans et troisième du Prix de Paris, ou Jasmin de Flore 1'13 (Prix de Sélection, Critérium des 4 ans, Critérium des 5 ans), à son tour étalon de valeur à qui l'on doit la championne Billie de Montfort 1'09.

## Origines
| Origines de Vivier de Montfort, mâle, bai. | Origines de Vivier de Montfort, mâle, bai. | Origines de Vivier de Montfort, mâle, bai. | Origines de Vivier de Montfort, mâle, bai. |
| ------------------------------------------ | ------------------------------------------ | ------------------------------------------ | ------------------------------------------ |
| Père Kronos du Vivier                      | Sabi Pas                                   | Carioca II                                 | Mousko Williams                            |
| Père Kronos du Vivier                      | Sabi Pas                                   | Carioca II                                 | Quovaria                                   |
| Père Kronos du Vivier                      | Sabi Pas                                   | Infante II                                 | Hernani III                                |
| Père Kronos du Vivier                      | Sabi Pas                                   | Infante II                                 | Sa Bourbonnaise                            |
| Père Kronos du Vivier                      | Éva du Vivier                              | Prince des Veys                            | Fandango                                   |
| Père Kronos du Vivier                      | Éva du Vivier                              | Prince des Veys                            | Une Châtelaine                             |
| Père Kronos du Vivier                      | Éva du Vivier                              | Ua Uka                                     | Kerjacques                                 |
| Père Kronos du Vivier                      | Éva du Vivier                              | Ua Uka                                     | Flicka                                     |
| Mère Hôtesse du Houx                       | Uno                                        | Macar                                      | Carioca II                                 |
| Mère Hôtesse du Houx                       | Uno                                        | Macar                                      | Dasticia                                   |
| Mère Hôtesse du Houx                       | Uno                                        | Harlem III                                 | Kairos                                     |
| Mère Hôtesse du Houx                       | Uno                                        | Harlem III                                 | Com Toi RL                                 |
| Mère Hôtesse du Houx                       | Poupée R                                   | Darius II                                  | Souarus                                    |
| Mère Hôtesse du Houx                       | Poupée R                                   | Darius II                                  | Nomarchie                                  |
| Mère Hôtesse du Houx                       | Poupée R                                   | Jabiole MM                                 | Bleinheim                                  |
| Mère Hôtesse du Houx                       | Poupée R                                   | Jabiole MM                                 | Babiole III                                |